# Hamilton H-45
Dimensions
Le Hamilton H-45 est un avion américain des années 1920 servant au transport de passagers. Le H-45 est dérivé en une autre version, le H-47, disposant d'un moteur plus puissant. Un exemplaire est désigné U-89 comme avion de transport militaire pour l'USAAC.